# Fradique de Menezes
Fradique de Menezes (21 de marzo de 1942) fue el presidente de Santo Tomé y Príncipe (2001 - 2003, 2003 - 2011).
Fradique de Menezes nació en la isla de Santo Tomé en 1942, antes de que Santo Tomé y Príncipe obtuviera su independencia de Portugal. Estudió en un instituto en Portugal, y después estudió Educación y Psicología en la Universidad Libre de Bruselas. Menezes es un hombre de negocios exitoso. Fue ministro de exteriores de Santo Tomé y Príncipe desde 1986 hasta 1987. Fue elegido Presidente en julio de 2001 con el 55.2% de los votos, derrotando al antiguo presidente Miguel Trovoada, que recibió sobre un 40%. Tomó posesión el 3 de septiembre de 2001. El 16 de julio de 2003, mientras estaba en Nigeria, hubo un golpe de Estado dirigido por Fernando Pereira, pero Menezes fue restaurado el 23 de julio de 2003, tras unas negociaciones.